# Plan pour achever l'offensive de bombardement combiné
Le plan pour achever l'offensive de bombardement combiné était une préconisation de bombardement stratégique édictée par le quartier général de l’US Strategic Air Forces (USSTAF). Elle recommandait aux Alliés de la Seconde Guerre mondiale de cibler les objectifs « pétrole/essence/lubrification » (en anglais : POL pour « petroleum/oil/lubrication ») de l’Axe avant le débarquement de Normandie.

## Le plan
Le plan fut commandé par un mémorandum du 12 février 1944 de Frederick Lewis Anderson, Jr. (commandant adjoint des opérations). Le mémo demandait « sur ordre du lieutenant général Spaatz » d’inclure :
- un résumé de l'état de l'offensive de bombardement combinée ;
- une étude des systèmes de cibles possibles et politiques opérationnelles ;
- une étude des possibilités de la participation des bombardiers lourds à l'appui direct de l'opération Overlord ;
- des plans complémentaires au plan de bombardement combiné : 
  - pour continuer l'offensive aérienne stratégique après la destruction du potentiel de production destinée l’armée de l’air allemande,
  - pour le soutien simultané d’Overlord dans la mesure où les conditions le justifient pour le moment.

Spaatz (commandant du 8th Air Force de l'USAAF) présenta le plan au général Henry H. Arnold (chef de l’USAAF) le 5 mars 1944. Le plan proposait que les opérations poussent la chasse allemande dans une bataille d'attrition (opération Pointblank) au lieu de cibler les chasseurs en production. La chasse allemande pouvait « mieux être atteinte par des attaques sur les objectifs qui sont si essentiels à la machine de guerre allemande qu'ils [devaient] les défendre avec tout ce qu'ils [avai]t, ou [seraient] confrontés à la réduction rapide de leurs forces militaires jusqu’à l'impuissance ».
Après que le ministère britannique de la Guerre économique et l’attaché américain au pétrole eussent approuvés le plan le 6 mars, Dwight D. Eisenhower décida le 25 mars 1945, que les six mois pour les bombardements prioritaires sur les installations pétrolières pour avoir un effet sur l'opération Overlord était trop long et à la place, les objectifs ferroviaires devinrent de la plus haute priorité. Ceci fut réalisé dans le cadre du plan Transport.

## Les résultats de l'adoption du plan
Les bombardements à grande échelle des objectifs pétroliers furent autorisés après le 12 mai 1944 ; l’industrie pétrolière en devint l'objectif prioritaire à compter du 4 septembre 1944. Le bombardement de cibles pétrolières fut la stratégie décisive de bombardement sur le théâtre européen de la Seconde Guerre mondiale.